# Zdenko F. Daneš
Zdenko Frankenberger Daneš (25. srpna 1920 Praha – 10. března 2023 Praha) byl český matematik a geofyzik. V průběhu druhé světové války působil v odboji. V roce 1952 emigroval do Spojených států amerických, kde do roku 1959 pracoval ve výzkumu naftových ložisek, později působil ve vesmírném programu a v letech 1962–1984 byl profesorem fyziky na University of Puget Sound v Tacomě.

## Životopis
Pocházel z lékařské rodiny. V dětství žil s rodiči nejprve v Lublani, kde byl jeho otec Zdeněk Frankenberger (1892–1966) pověřen založením a vedením histologického ústavu nově zřízené univerzity, v letech 1921–1938 pak v Bratislavě, kdy byl jeho otec profesorem histologie a embryologie na Univerzitě Komenského. V Bratislavě chodil mladý Zdenko do obecné i střední školy. V roce 1938 se rodina přestěhovala do Prahy, jeho otec zde vedl od roku 1939 Ústav histologie a embryologie.
Po přestěhování do Prahy začal Zdenko studovat matematiku a fyziku, ale vzhledem k uzavření českých vysokých škol byl nucen studium přerušit. Během nacistické okupace se podle svých vzpomínek zapojoval do různých odbojových aktivit. V té době se seznámil s Marií Haňkovou (1921–1998), s kterou se v lednu 1945 oženil. Po osvobození dokončil studium matematiky a fyziky na Přírodovědecké fakultě Univerzity Karlovy. Následně krátce pracoval u Státního geofyzikálního ústavu a také na Karlově univerzitě. V roce 1950 s manželkou emigroval do Německa, kde se jim z uprchlického tábora u Norimberku podařilo v roce 1952 odcestovat do New Yorku. S americkým občanstvím přijal Zdenko Frankenberger po předcích ještě jméno Daneš.
Ve Spojených státech amerických pracoval do roku 1959 ve společnosti Gulf Oil Corporation na výzkumu naftových ložisek, později působil v Seattlu a podílel se na vesmírném programu u společnosti Boeing Company. V letech 1962–1984 byl profesorem fyziky na University of Puget Sound v Tacomě.
Jeho publikace z oblasti geofyziky se zabývají gravitačním výzkumem, radioaktivním průzkumem hornin, složením a dynamikou nitra Země, Měsíce i planet, meziplanetárním magnetickým polem a mikrovlnným zářením zemského povrchu. Kromě výzkumu v oblasti geofyziky se příležitostně zabýval i hudbou a problémy z různých humanitních oborů. Zabýval se i otázkami kolem Rukopisu královédvorského a zelenohorského. Přiklonil se ke straně, která tyto rukopisy nepovažuje za díla z 10. až 14. století, ale nepovažuje je ani za podvrhy z počátku 19. století. Vznik těchto děl datuje na počátek 16. století. Jeho koníčkem byla cyklistika (i přes státní hranice se v roce 1950 dostal na kole). Syn Petr (* 1954) a dcera Elena (* 1956) se narodili v Pittsburghu. V roce 2007 se Zdenko F. Daneš podruhé oženil s Julsimou Duisebayevou.
Vedle cyklistiky se už od roku 1936 věnoval také kanoistice – pravidelně cestoval kajakem a stavěl podle svých nápadů a plánů i vlastní kajaky. V roce 2020 plavbou na kajaku z Vídně do Bratislavy oslavil své sté narozeniny.
Zemřel 10. března 2023 ve věku 102 let. O úmrtí informovala 19. března 2023 Česká společnost rukopisná.

## Dílo

### Publikace (výběr)
- A Chemical Correction Factor in Gamma-Gamma Density Logging (Journal of Geophysical Research Atmospheres, 1960)
- On a successive approximation method for interpreting gravity anomalies (Geophysics, 1960)
- On the possibility of shear waves in the Earth's outer core (Pure and Applied Geophysics, 1962)
- A New Steam Vent on Mt. Rainier, Washington (Journal of Geophysical Research Atmospheres, 1965)
- Possibility of a layered moon (Icarus, 1971)
- An analytic method for the determination of distant terrain correction (Geophysics, October 1982)
- Keep Space Promises Down to Earth (Physics Today, 1988)
- Jsou Rukopisy Královédvorský a Zelenohorský jihoslovanského původu? (Sborník Národního muzea v Praze, Řada C – literární historie, 1992, číslo 1–2)
- Rukopisy bez tajemství a záhad (Obzor, Jihlava 1995)